# Maria Teresa Charlotta de France
Maria-Teresa-Charlotta de France fr. Marie-Thérèse de France, Marie-Thérèse Charlotte de Bourbon (ur. 19 grudnia 1778 w Wersalu, zm. 19 października 1851 w Wiedniu) – Madame Royale (księżniczka francuska), najstarsza z czworga dzieci króla Ludwika XVI i Marii Antoniny Austriaczki. Była siostrą Ludwika Józefa, Ludwika Karola i Zofii Heleny Beatrycze.
Do piątego roku życia znana była jako Madame Fille du Roi, później - Madame Royale. Po ślubie jej tytuły brzmiały: Hrabina de Marnes, Księżna d'Angoulême, ale wtedy nazywano ją: Madame La Dauphine. Imiona otrzymała na cześć swojej babki - Marii Teresy Habsburg. Maria Teresa nie pałała zbytnią miłością do matki, za to bardzo kochała swojego ojca, przechowała parę ubrań Ludwika XVI, które traktowała jak relikwie.
W 1792 w czasie Wielkiej Rewolucji Francuskiej, razem z rodziną została uwięziona w twierdzy Temple, w Paryżu. Oboje jej rodzice oraz ciotka – Elżbieta zostali zgilotynowani, a ona spędziła w Temple ponad 3 lata, następnie zaś została skazana na wygnanie. Później niechętnie wspominała te czasy i do końca życia pozostała wyniosła i zamknięta w sobie. Nigdy nie przejawiała większych emocji. Sainte-Beuve pisał o księżnej: Wszystkie jej dni były podobne, z wyjątkiem dni żałoby i najbardziej bolesnych rocznic. Wstawała wczesnym rankiem, o wpół do szóstej na przykład, i do szóstej lub siódmej słuchała samotnie mszy. Zgadywano, że często przystępowała przy tej okazji do komunii, ale nie widziano jej przy tym, z wyjątkiem może wielkich dni... W dawaniu jałmużny okazywała gorliwość, jakiej nikt sobie nie wyobrażał, i trudno ją było pod tym względem prześcignąć... Nie można było żądać od tej duszy, już od zarania zmiażdżonej i obdartej ze wszystkiego, ani kokieterii umysłu, ani lekkiego wdzięku. 
Po opuszczeniu twierdzy Temple, Maria Teresa udała się do Wiednia, a stamtąd do Mitawy, gdzie jej wuj - Ludwik XVIII, tytularny król Francji, był gościem cara Rosji Pawła I Romanowa. Pani de Chastenay pisała: Wszelki romantyczny prestiż znika w jej obecności, a ci co najbardziej czcili ten jej obraz, jaki sobie wytworzyli, odczuwali też może najwięcej żalu tracąc złudzenia.

## Małżeństwo

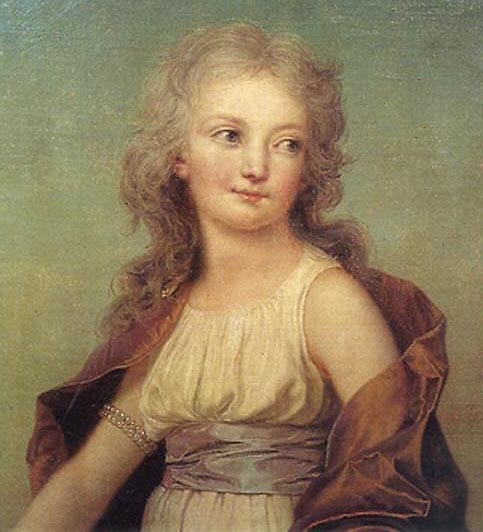
Mała Maria Teresa

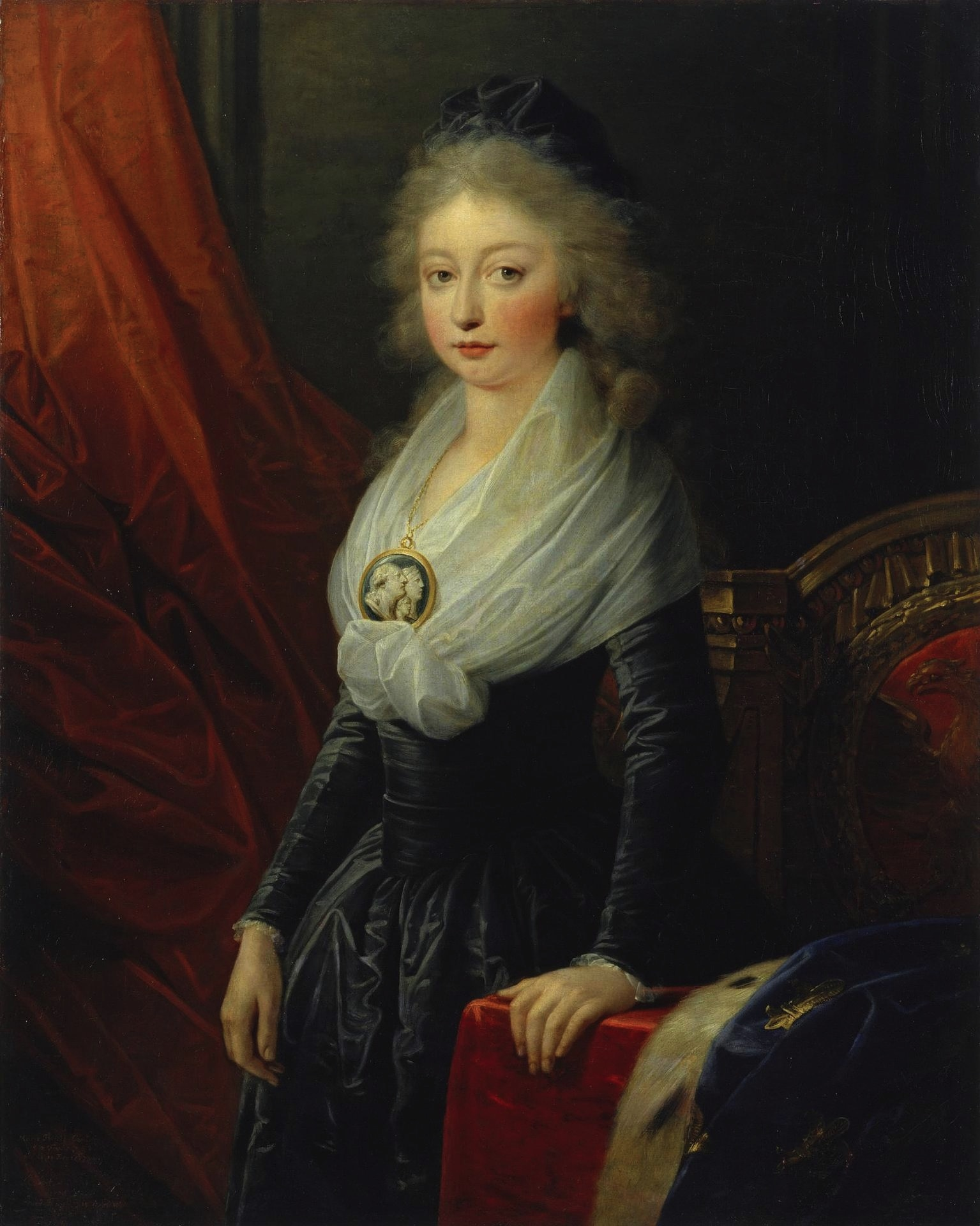
Księżna d'Angoulême, malował Heinrich Friedrich Füger

Maria Teresa miała zostać żoną swojego brata ciotecznego - arcyksięcia Karola Ludwika Habsburga, ale nie chciała go poślubić. Ludwik XVIII Burbon zaplanował ślub jego bratanicy z jego bratankiem. Rodzina królewska znajdowała się wtedy na wygnaniu. 10 czerwca 1799 w pałacu w Jełgawie (Mitawie) Maria Teresa poślubiła swojego brata stryjecznego Ludwika Antoniego Burbona, księcia d'Angoulême, późniejszego delfina Francji oraz pretendenta do tronu jako Ludwik XIX. Maria Teresa była bogata, a poza tym, jak pisał król Długa niedola mej bratanicy, jej odwaga i cnoty, skupiły na niej zainteresowanie Francuzów, zyskały jej ich miłość i jest rzeczą wielkiej doniosłości, bym skorzystał z tych uczuć, zagarnął je wydając ją za mego naturalnego dziedzica. Istnieje podejrzenie, że małżeństwo nigdy nie zostało skonsumowane, jednak para książęca zawsze spała w jednym łóżku, co w tych czasach nie było standardem. Para nie miała dzieci.
Maria Teresa była odważna, i przez to podziwiał ją nawet Napoleon Bonaparte. Potrafiła stawiać czoło niechętnemu wojsku i zagrzewała żołnierzy. Kiedy w 1801 Ludwik XVIII musiał opuścić Mitawę, wspierała stryja idącego piechotą przez ośnieżone równiny i radziła sobie z wszelkimi przeciwnościami. Na drugiego wuja nalegała, aby wspierał swych żołnierzy.
Ludwik XVIII zmarł w 1824, a teść Marii Teresy został kolejnym królem jako Karol X. 2 sierpnia 1830 jej teść abdykował, a wraz z nim ze swych praw do tronu zrezygnował jej mąż na korzyść swojego bratanka - Henryka, księcia Bordeaux. W oczach części monarchistów Maria Teresa była królową Francji, a jej mąż królem jako Ludwik XIX.
Po podwójnej abdykacji rodzina królewska Burbonów zamieszkała w Edynburgu, w Szkocji. W 1833 przenieśli się do Pragi jako goście cesarza Austrii Franciszka I. W 1836 Maria Teresa z oddaniem pielęgnowała chorego teścia, kiedy umierał na cholerę. Po jego śmierci przenieśli się z Pragi do hrabstwa Coronini, niedaleko Goricy w Słowenii. Maria Teresa stała się żarliwą katoliczką. Na wygnaniu wiele czasu spędzała na haftowaniu oraz ze swymi bratankami; hrabiego Chambord i jego siostrę Ludwikę nazywała "swymi dziećmi". Po śmierci Karola X uważana była za królową, nazywał ją tak jej bratanek, a gdy przebywała w Wiedniu zawsze siadała pomiędzy cesarzowymi, co potwierdzało jej status królowej.

## Wdowieństwo
Jej mąż Ludwik Antoni zmarł w 1844 i został pochowany obok ojca. Maria Teresa zmarła na zapalenie płuc 19 października 1851 w Wiedniu. Została pochowana w klasztorze franciszkanów Castagnavizza (obecnie Nova Gorica, Słowenia).

## Przodkowie
| Ludwik XV | Ludwik XV | Ludwik XV | Ludwik XV | Ludwik XV        | Ludwik XV        |                  |                  | Maria Leszczyńska | Maria Leszczyńska | Maria Leszczyńska | Maria Leszczyńska | Maria Leszczyńska | Maria Leszczyńska |            |            | August III Sas | August III Sas | August III Sas | August III Sas | August III Sas      | August III Sas      |                     |                     | Maria Józefa        | Maria Józefa        | Maria Józefa | Maria Józefa | Maria Józefa           | Maria Józefa |  |  | Leopold I Józef | Leopold I Józef | Leopold I Józef | Leopold I Józef | Leopold I Józef         | Leopold I Józef         |                         |                         | Elżbieta Charlotta Orleańska | Elżbieta Charlotta Orleańska | Elżbieta Charlotta Orleańska | Elżbieta Charlotta Orleańska | Elżbieta Charlotta Orleańska | Elżbieta Charlotta Orleańska |                            |                            | Karol VI Habsburg          | Karol VI Habsburg          | Karol VI Habsburg | Karol VI Habsburg | Karol VI Habsburg     | Karol VI Habsburg     |                       |                       | Elżbieta Krystyna von Braunschweig-Wolfenbüttel | Elżbieta Krystyna von Braunschweig-Wolfenbüttel | Elżbieta Krystyna von Braunschweig-Wolfenbüttel | Elżbieta Krystyna von Braunschweig-Wolfenbüttel | Elżbieta Krystyna von Braunschweig-Wolfenbüttel | Elżbieta Krystyna von Braunschweig-Wolfenbüttel |
| Ludwik XV | Ludwik XV | Ludwik XV | Ludwik XV | Ludwik XV        | Ludwik XV        |                  |                  | Maria Leszczyńska | Maria Leszczyńska | Maria Leszczyńska | Maria Leszczyńska | Maria Leszczyńska | Maria Leszczyńska |            |            | August III Sas | August III Sas | August III Sas | August III Sas | August III Sas      | August III Sas      |                     |                     | Maria Józefa        | Maria Józefa        | Maria Józefa | Maria Józefa | Maria Józefa           | Maria Józefa |  |  | Leopold I Józef | Leopold I Józef | Leopold I Józef | Leopold I Józef | Leopold I Józef         | Leopold I Józef         |                         |                         | Elżbieta Charlotta Orleańska | Elżbieta Charlotta Orleańska | Elżbieta Charlotta Orleańska | Elżbieta Charlotta Orleańska | Elżbieta Charlotta Orleańska | Elżbieta Charlotta Orleańska |                            |                            | Karol VI Habsburg          | Karol VI Habsburg          | Karol VI Habsburg | Karol VI Habsburg | Karol VI Habsburg     | Karol VI Habsburg     |                       |                       | Elżbieta Krystyna von Braunschweig-Wolfenbüttel | Elżbieta Krystyna von Braunschweig-Wolfenbüttel | Elżbieta Krystyna von Braunschweig-Wolfenbüttel | Elżbieta Krystyna von Braunschweig-Wolfenbüttel | Elżbieta Krystyna von Braunschweig-Wolfenbüttel | Elżbieta Krystyna von Braunschweig-Wolfenbüttel |
|           |           |           |           |                  |                  |                  |                  |                   |                   |                   |                   |                   |                   |            |            |                |                |                |                |                     |                     |                     |                     |                     |                     |              |              |                        |              |  |  |                 |                 |                 |                 |                         |                         |                         |                         |                              |                              |                              |                              |                              |                              |                            |                            |                            |                            |                   |                   |                       |                       |                       |                       |                                                 |                                                 |                                                 |                                                 |                                                 |                                                 |
|           |           |           |           | Ludwik Ferdynand | Ludwik Ferdynand | Ludwik Ferdynand | Ludwik Ferdynand | Ludwik Ferdynand  | Ludwik Ferdynand  |                   |                   |                   |                   |            |            |                |                |                |                | Maria Józefa Wettyn | Maria Józefa Wettyn | Maria Józefa Wettyn | Maria Józefa Wettyn | Maria Józefa Wettyn | Maria Józefa Wettyn |              |              |                        |              |  |  |                 |                 |                 |                 | Franciszek I Lotaryński | Franciszek I Lotaryński | Franciszek I Lotaryński | Franciszek I Lotaryński | Franciszek I Lotaryński      | Franciszek I Lotaryński      |                              |                              |                              |                              |                            |                            |                            |                            |                   |                   | Maria Teresa Habsburg | Maria Teresa Habsburg | Maria Teresa Habsburg | Maria Teresa Habsburg | Maria Teresa Habsburg                           | Maria Teresa Habsburg                           |                                                 |                                                 |                                                 |                                                 |
|           |           |           |           | Ludwik Ferdynand | Ludwik Ferdynand | Ludwik Ferdynand | Ludwik Ferdynand | Ludwik Ferdynand  | Ludwik Ferdynand  |                   |                   |                   |                   |            |            |                |                |                |                | Maria Józefa Wettyn | Maria Józefa Wettyn | Maria Józefa Wettyn | Maria Józefa Wettyn | Maria Józefa Wettyn | Maria Józefa Wettyn |              |              |                        |              |  |  |                 |                 |                 |                 | Franciszek I Lotaryński | Franciszek I Lotaryński | Franciszek I Lotaryński | Franciszek I Lotaryński | Franciszek I Lotaryński      | Franciszek I Lotaryński      |                              |                              |                              |                              |                            |                            |                            |                            |                   |                   | Maria Teresa Habsburg | Maria Teresa Habsburg | Maria Teresa Habsburg | Maria Teresa Habsburg | Maria Teresa Habsburg                           | Maria Teresa Habsburg                           |                                                 |                                                 |                                                 |                                                 |
|           |           |           |           |                  |                  |                  |                  |                   |                   |                   |                   |                   |                   |            |            |                |                |                |                |                     |                     |                     |                     |                     |                     |              |              |                        |              |  |  |                 |                 |                 |                 |                         |                         |                         |                         |                              |                              |                              |                              |                              |                              |                            |                            |                            |                            |                   |                   |                       |                       |                       |                       |                                                 |                                                 |                                                 |                                                 |                                                 |                                                 |
|           |           |           |           |                  |                  |                  |                  |                   |                   |                   |                   | Ludwik XVI        | Ludwik XVI        | Ludwik XVI | Ludwik XVI | Ludwik XVI     | Ludwik XVI     |                |                |                     |                     |                     |                     |                     |                     |              |              |                        |              |  |  |                 |                 |                 |                 |                         |                         |                         |                         |                              |                              |                              |                              | Maria Antonina Austriaczka   | Maria Antonina Austriaczka   | Maria Antonina Austriaczka | Maria Antonina Austriaczka | Maria Antonina Austriaczka | Maria Antonina Austriaczka |                   |                   |                       |                       |                       |                       |                                                 |                                                 |                                                 |                                                 |                                                 |                                                 |
|           |           |           |           |                  |                  |                  |                  |                   |                   |                   |                   | Ludwik XVI        | Ludwik XVI        | Ludwik XVI | Ludwik XVI | Ludwik XVI     | Ludwik XVI     |                |                |                     |                     |                     |                     |                     |                     |              |              |                        |              |  |  |                 |                 |                 |                 |                         |                         |                         |                         |                              |                              |                              |                              | Maria Antonina Austriaczka   | Maria Antonina Austriaczka   | Maria Antonina Austriaczka | Maria Antonina Austriaczka | Maria Antonina Austriaczka | Maria Antonina Austriaczka |                   |                   |                       |                       |                       |                       |                                                 |                                                 |                                                 |                                                 |                                                 |                                                 |
|           |           |           |           |                  |                  |                  |                  |                   |                   |                   |                   |                   |                   |            |            |                |                |                |                |                     |                     |                     |                     |                     |                     |              |              |                        |              |  |  |                 |                 |                 |                 |                         |                         |                         |                         |                              |                              |                              |                              |                              |                              |                            |                            |                            |                            |                   |                   |                       |                       |                       |                       |                                                 |                                                 |                                                 |                                                 |                                                 |                                                 |
|           |           |           |           |                  |                  |                  |                  |                   |                   |                   |                   |                   |                   |            |            |                |                |                |                |                     |                     |                     |                     |                     |                     |              |              | Maria Teresa Charlotta |              |  |  |                 |                 |                 |                 |                         |                         |                         |                         |                              |                              |                              |                              |                              |                              |                            |                            |                            |                            |                   |                   |                       |                       |                       |                       |                                                 |                                                 |                                                 |                                                 |                                                 |                                                 |